# Evolve Championship
Evolve Championship est un championnat de catch, actuellement utilisé à l'Evolve et anciennement utilisé à la Dragon Gate USA, jusqu'à sa fermeture. Il est créé par la Evolve en 2012. À l'heure actuelle, le titre connait 10 règnes pour autant champions.

## Historique
De sa création en 2009 jusqu'au début de l'année 2013, l'Evolve n'a aucun championnats mais reconnait ceux de la Dragon Gate USA. Début janvier 2013, l'Evolve annonce l'organisation d'un tournoi pour désigner le premier champion de l'Evolve le 5 avril. Les deux catcheurs ayant les meilleurs ratios victoires-défaites (Chuck Taylor et Ricochet) sont d'office qualifiés pour les demi-finale. AR Fox et Jon Davis (en) s'affrontent dans un match de qualification pour affronter Ricochet en demi-finale. Sami Callihan, Jigsaw (en), Rich Swann et Samuray del Sol combattent dans un match à quatre dont le vainqueur se qualifie pour la demi-finale face à Chuck Taylor. Le 5 avril au cours d'EVOLVE 19, Sami Callihan réussit à soumettre Samuray del Sol pour se qualifier dans le dernier carré. Plus tard, Jon Davis se fait disqualifier après avoir attaqué l'arbitre durant son match face à AR Fox.
|  | Demi-finales  | Demi-finales  | Demi-finales | Demi-finales |               |               | Finale | Finale | Finale | Finale |
|  |               |               |              |              |               |               |        |        |        |        |
|  |               |               |              |              |               |               |        |        |        |        |
|  | Chuck Taylor  | Chuck Taylor  | 08:37        | 08:37        |               |               |        |        |        |        |
|  | Chuck Taylor  | Chuck Taylor  | 08:37        | 08:37        |               |               |        |        |        |        |
|  | Sami Callihan | Sami Callihan | Soumission   | Soumission   |               |               |        |        |        |        |
|  | Sami Callihan | Sami Callihan | Soumission   | Soumission   | Sami Callihan | Sami Callihan | 19:11  | 19:11  |        |        |
|  |               |               |              |              | Sami Callihan | Sami Callihan | 19:11  | 19:11  |        |        |
|  |               |               | AR Fox       | AR Fox       | Tombé         | Tombé         |        |        |        |        |
|  | AR Fox        | AR Fox        | AR Fox       | AR Fox       | Tombé         | Tombé         | Tombé  | Tombé  |        |        |
|  | AR Fox        | AR Fox        |              |              |               |               |        | Tombé  |        |        |
|  | Ricochet      | Ricochet      | 12:54        | 12:54        |               |               |        |        |        |        |
|  | Ricochet      | Ricochet      | 12:54        | 12:54        |               |               |        |        |        |        |

Le 10 juillet 2015, Timothy Thatcher devient champion de l'Evolve. Il va avoir le règne le plus long puisqu'il garde cette ceinture jusqu'à sa défaite face à Zack Sabre, Jr. le 25 février 2017. L'année 2015 est aussi marquée par le début du partenariat avec la World Wrestling Entertainment (WWE) qui engage ponctuellement des catcheurs de l'Evolve. Cela permet à l'italien Fabian Aichner de devenir champion de l'Evolve le 28 octobre 2018. En 2020, la pandémie de Covid-19 pousse l'Evolve à fermer ses portes temporairement le 17 juin. La WWE la rachète le 3 juillet et décide de fermer cette fédération.

## Statistiques
| Record                 | Détenteur du record | Chiffre                    | Statistiques | Réf    |
| ---------------------- | ------------------- | -------------------------- | ------------ | ------ |
| Le plus de règnes      | Tous les champions  | 1                          |              |        |
| Règne le plus long     | Drew Galloway       | 336 jours                  |              |        |
| Règne le plus court    | Chris Hero          | 166 jours                  |              |        |
| Champion le plus âgé   | Chris Hero          | 34 ans, 2 mois et 27 jours |              | [ 11 ] |
| Champion le plus jeune | AR Fox              | 25 ans, 9 mois et 2 jours  |              | [ 12 ] |
| Champion le plus lourd | Drew Galloway       | 254 lb (115 kg)            |              | [ 13 ] |
| Champion le plus léger | AR Fox              | 185 lb (84 kg)             |              | [ 12 ] |
| Champion le plus grand | Drew Galloway       | 6′ 5″ (1,96 m)             |              | [ 13 ] |
| Champion le plus petit | AR Fox              | 6′ 0″ (1,83 m)             |              | [ 12 ] |

## Historique des règnes
| #  | Champion         | Nombre de règnes | Date             | Durée                    | Évènement             | Notes                                                                                    | Réf    |
| -- | ---------------- | ---------------- | ---------------- | ------------------------ | --------------------- | ---------------------------------------------------------------------------------------- | ------ |
| 1  | AR Fox           | 1                | 5 avril 2013     | 10 mois et 18 jours      | Evolve 19             | Il bat Sami Callihan en finale d'un tournoi et devient le premier champion de la Evolve. | [ 3 ]  |
| 2  | Chris Hero       | 1                | 23 février 2014  | 5 mois et 16 jours       | Way of the Ronin 2014 |                                                                                          | [ 14 ] |
| 3  | Drew Galloway    | 1                | 8 août 2014      | 11 mois et 2 jours       | Evolve 31             |                                                                                          | [ 15 ] |
| 4  | Timothy Thatcher | 1                | 10 juillet 2015  | 1 an, 7 mois et 15 jours | Evolve 45             |                                                                                          | [ 5 ]  |
| 5  | Zack Sabre, Jr.  | 1                | 25 février 2017  | 1 an, 1 mois et 11 jours | Evolve 79             |                                                                                          | [ 6 ]  |
| 6  | Matt Riddle      | 1                | 5 avril 2018     | 3 mois et 30 jours       | Evolve 102            |                                                                                          | [ 16 ] |
| 7  | Shane Strickland | 1                | 4 août 2018      | 2 mois et 24 jours       | Evolve 108            |                                                                                          | [ 17 ] |
| 8  | Fabian Aichner   | 1                | 28 octobre 2018  | 1 mois et 17 jours       | Evolve 114            |                                                                                          | [ 8 ]  |
| 9  | Austin Theory    | 1                | 15 décembre 2018 | 10 mois et 25 jours      | Evolve 117            |                                                                                          | [ 18 ] |
| 10 | Josh Briggs      | 1                | 9 novembre 2019  | 7 mois et 23 jours       | Evolve 139            |                                                                                          | [ 19 ] |
| -  | Désactivé        |                  | 2 juillet 2020   |                          |                       | L'Evolve Wrestling ferme ses portes.                                                     | ,      |

## Règnes combinés
| Rang | Catcheur         | Nombre de règnes | Jours combinés |
| ---- | ---------------- | ---------------- | -------------- |
| 1    | Timothy Thatcher | 1                | 596 jours      |
| 2    | Zack Sabre, Jr.  | 1                | 404 jours      |
| 3    | Drew Galloway    | 1                | 336 jours      |
| 4    | Austin Theory    | 1                | 329 jours      |
| 5    | AR Fox           | 1                | 324 jours      |
| 6    | Josh Briggs      | 1                | 235 jours      |
| 7    | Chris Hero       | 1                | 166 jours      |
| 8    | Matt Riddle      | 1                | 121 jours      |
| 9    | Shane Strickland | 1                | 85 jours       |
| 10   | Fabian Aichner   | 1                | 48 jours       |